# 37655 Illapa
37655 Illapa este o planetă minoră (asteroid potențial periculos⁠(d)) din Asteroid Apollo. A fost descoperită pe 1 august 1994 la Observatorul Palomar de Carolyn S. Shoemaker și a fost numită după Illapa⁠(d). 
Obiectul prezintă o orbită caracterizată de o semiaxă mare de 1,4778771 UAi, o excentricitate de 0,75256, o înclinație de 17,996 ° în raport cu ecliptica.